# Halmstads socken
För den historiska stadskommunen i Halland, se Halmstads stad.
Halmstads socken i Skåne ingick i Luggude härad. Före 1888 tillhörde 965 hektar  Rönnebergs härad. Halmstad socken bildade med Sireköpinge ett pastorat av första klassen i Lunds stift, Luggude kontrakt. Ägaren av Duveke var patronus. Halmstad ingår sedan 1971 i Svalövs kommun och motsvarar från 2016 Halmstads distrikt. Socknens areal är 27,57 kvadratkilometer varav 27,35 land.

## Administrativ historik
Socknen har medeltida ursprung. Halmstads kyrka byggdes på 1200-talet. 
Vid kommunreformen 1862 övergick socknens ansvar för de kyrkliga frågorna till Halmstads församling och för de borgerliga frågorna bildades Halmstads landskommun. Landskommunen uppgick 1952 i Kågeröds landskommun som uppgick 1969 i Svalövs landskommun som 1971 ombildades till Svalövs kommun. Församlingen uppgick 2006 i Kågeröd-Röstånga församling.
1 januari 2016 inrättades distriktet Halmstad, med samma omfattning som församlingen hade 1999/2000.  
Socknen har tillhört län, fögderier, tingslag och domsagor enligt vad som beskrivs i artikeln Luggude härad. De indelta soldaterna tillhörde Norra skånska infanteriregementet, Rönnebergs kompani.

## Historik
Råån var segelbar till Halmstad och den var betydelsefull för den fasta bebyggelse under vikingatiden i Halmstad. Fornlämningen med nr RAÄ 17:1 Halmstad: "Hamnanläggning, uppgift om. Enligt ett flertal informanter skall man här, vid grävningar, ha funnit en hamnanläggning bestående av stensatta kanter (kajer) längs med ån. Ån skulle ha varit farbar från kusten, förbi Sireköpinge och fram till Baremosse. Idag har man dumpat rikligt med sten för att fylla igen ån och stenkanterna. Ägare till marken är Axelvoldsgården, se RAÄ nr 16". Flera kyrkor byggdes längs ån i Raus, Sireköpinge och Halmstad på 1100-1200-talet. Kyrkan har kvar sitt medeltida torn från senmedeltiden med valv från 1400-talet. Resten av den medeltida kyrkan revs 1862. Dopfunten härrör från ca 1200.
Duveke är känt sedan senmedeltiden. Huvudbyggnaden av sten tillkom möjligen på 1500-talet men fick sin nuvarande empirekaraktär vid en ombyggnad 1820. På 1860-talet tillbyggdes två flyglar mot norr.  Frälsegods har varit dominerande i Halmstad från 1300-talet. Hälften av gårdarna i Halmstad var på 1600-talet frälsegårdar under Duveke gods,  som ligger norr om Halmstad. 1797 köptes gården av H.W. Berg von Linde. I början av 1800-talet fanns tolv gårdar i kyrkbyn, men efter enskiftet 1828 flyttades flera gårdar ut och bara ett fåtal gårdar fanns kvar. Kyrkan ligger inom fornlämning Halmstad bytomt enligt karta från 1799. Prästgården med uthuslänga ligger kvar i byn och före detta sockenstugan. som numera är församlingshem och några  gårdar. Norr om kyrkan finns landsvägen och en gård. Sydöst om kyrkan ligger gamla prästgården. Ytterligare en kyrkogård med ett gravkapell finns. I slutet av 1800-talet bestod församlingen av lite mer än 1 000 invånare, och kyrkogården räckte inte längre till. Kyrkorådet beslutade därför att utvidga kyrkogården mot väster. Men efter överklagande tog kyrkorådet 1901 beslutet att anlägga en helt ny kyrkogård, den så kallade kapellkyrkogården, där man åtta år senare lät uppföra ett kapell ritat av Theodor Wåhlin. Kapellet som kostade 6380 kronor att bygga bekostades av patronus på Duveke. 1950 hade medlemsantalet i församlingen sjunkit till cirka 250 personer och kapellet togs ur bruk. Sedan mitten av 1900-talet har bara enstaka begravningar skett på kyrkogården.

## Halmstad skifteshistoria
Halmstad by skiftades 1827, före Laga skiftet. Byn tillhörde Duveke, som 1797 köpts av major Henrik Walter Berg von Linde. Avhysningen  av bönderna gjordes inom enskiftet. Byns södra del som då tillhörde Rönnebergs härad, samt gården Stolparp blev en enhet herrgården Halmstadgården. Samtidigt enskiftades norra delen av byn (Luggude) och några gårdar flyttades ut. 
Tidpunkten 1827 var lämplig då södra gården nr 3 utan brukare. Båda makarna på hemmanet nr 2 avled 1827  av nervfeber. Åbon i största gården nr 4, hade  flyttat till ett gatuhus. Bonden på nr 2 och åbon i Stolparp blev drängar. Flera  flyttade från byn, sist den kvarvarande bonden i Stolparp 1831.
Nr 3 och 4 fungerade som  nya storgården med ladufogde Per Boberg och ganska många ”gifta drängar” med eget hushåll. Ordet statdräng men det var de i realiteten. Halmstadgården nybyggdes sedan där Stolparp förut  legat. Gården leddes av en inspektor.
Norra hälften av byn skiftades också enligt enskiftet. Flera av gårdarna flyttades ut med de gamla åborna kvar. De gårdarna drogs in av Duveke först på 1940-talet.
I utmarker i Rönnebergs härad uppodlades skogen mellan Tvingen och Bångstorp och 14 ”planer” lades ut, vardera på cirka 20 tunnland. Plan betyder idenna mening en utstakad odlingsmark. Lotterna besattes med nya arrendatorer efter att  nya byggnader hade rests.. Norr om bäcken uppodlades skogen mellan Halmstad by och Arnåkra. Där skapades plats för 10 planer som fick nya bönder. Dessa nyodlingar krävde en  reglering av Råån i Sireköpinge.
Före skiftet hade byn tio gårdar, utöver prästgården, de flesta delade på två hemman. Av ca 20 hemman med Stolparp, hade skapats en stor plattgård samt fem skiftade arrendehemman. Dessutom nyodlades 24 arrendesmåbruk i skogen.
Gården Skinnarp ägdes inte av Duveke. 1820 köpts den av finländske majoren Georg von Heideman, som skapat storgården Halmstalund.

## Befolkning
"Enligt tillgängliga källor hade Halmstads socken år 1815 en folkmängd av 582 personer på en odlad jordareal av endast 672 tunnland. Nuvarande folkmängden (1942) 375 innevånare på över 4 000 tunnland åkerjord." skriver Karl Knutsson i Några anteckningar ur skolväsendets historia i Halmstads socken Han skrev det vid firandet av folkskolans 100-årsfirande 1942.
1880 hade församlingen 1040 innevånare. År 2000 fanns här 164 invånare.

## Geografi
Halmstads socken ligger nordost om Landskrona och sydost om Helsingborg. Socknen är en odlad slättbygd i sydväst och en kuperad skogsbygd i nordost.

## Fornlämningar
Socknen har 33 registrerade fornlämningar i Fornsök varav flertalet är från historisk tid. Av dessa kan nämnas 2 milstenar, en gravsten inmurad i en vägg till en trädgårdsmästarbostad på Duveke. Ett gränsmärke. 2 hägnadssystem med stenmurar. Platsen för en vattenkvarn nära Duveke. En källa kallad Frukällan i parken till Duveke. Den utpekade platsen för en pestkyrkogård nära Duveke. Den ovan nämnda hamnplatsen vid ån nära Halmstad by och slutligen 9 platser för gårds- eller bytomter.
Fem fyndplatser, alla med stenåldersfynd, är registrerade i socknen men fynden är inte omfattande utan på två fyndplatser består de bara av vardera en skrapa. En yxa är registrerade på Sofielund samt en tjocknackig yxa 12,5 cm lång och 4,5 bred samt 3.5 cm tjock på gården Halmstad 21:1. På Vasagården har hittats en egg av en flintyxa samt ett trekantigt flintföremål 13 cm långt med markerad rygg, väl bearbetade sidor retuscherade sidor medan föremålet i övrigt är slätt. Föremålet är av okänt slag.
Förutom dessa fem fyndplatser med stenåldersfynd finns sju stenåldersboplatser registrerade i socknen. Beskrivningar nedan är tagna från Fornsök.
RAÄ 6:1 Stenåldersboplats, delvis undersökt, 120x80 m (V-Ö). Inom området sparsamt med flintavslag. Vid besiktningen vid revideringsinventeringen 1986 tillvaratogs 1 spån, 2 retuscherade avslag, 1 skivskrapa, 1 mikrostickel, 1 borr?, 8 mikrospån eller delar av mikrospån. Boplatsen registrerad av Althin 1949 och undersökt av Welinder 1968. Bland fynden kan nämnas spån, mikrospån, spånskrapor, sticklar samt mikroliter. Se beskrivning i respektive publikation. Benämns Bare mosse IV. Datering : Mesolitikum.
RAÄ 7:1 Stenåldersboplats, delvis undersökt, 100x90 m (N-S). Inom området sporadiskt med flintavslag, p.g.a. 20 cm gröda. På platsen tillvaratogs 1 koniskt spånblock, 2 oregelbundet avslagsblock, 1kärnyxa (se Oldsager nr 48), 2 skivskrapor, 2 spånskrapor, 9 retuscherade flintbitar, 5 spån, 8 mikrospån, 5 avslag, 1spånskrapa, 1 mikrolitförarbete samt 1 retuscherat spån .Registrerad, genom ytfynd, av Carl-Axel Althin 1949 samt undersökt av Welinder 1968 och 1970 (provgropar respektive ett schakt).Bland fynden från ytuppsamling och grävning kan nämnas spån, spånblock, kärn- och skivyxor, mikrospån samt skivskrapor. Se beskrivning i respektive publikation. Benämnes Bare mosse V. Datering: Mesolitikum
RAÄ 8:1 Stenåldersboplats, 80x50 m (NNÖ-SSV). Inom området sporadiskt med flintavslag, p.g.a. 20 cm gröda. På platsen tillvaratogs 3 avslag, 1 mikrospån, 1 spånkniv och 2 mikroliter. Registrerad av Althin. Benämnd Bare mosse VI.
RAÄ 9:1 Stenåldersboplats, 110x50 m (ÖNÖ-VSV). Inom området mycket sporadiskt med flintavslag. På platsen tillvaratogs 4 retuscherade flintbitar och avslag, 1 block samt 1 borr?Dessutom tillvaratogs 1 bit bränd flinta.
RAÄ 10:1 Stenåldersboplats, 400x100 m (ÖNÖ-VSV). Inom området sporadiskt med flintavslag. På platsen tillvaratogs 5 retuscherade flintbitar och avslag, samt 2 avslagsblock. På platsen fanns även sparsamt med bränd flinta. P.g.a. gröda kunde endast halva åkern undersökas och storleken är därför något osäker. Bra boplatsläge. Enligt information skall här finnas rikligt med flinta.
RAÄ 11:1 Stenåldersboplats, ca 400x50 m (NÖ-SV). Inom området sporadiskt med flintbitar. På platsen tillvaratogs 3 retuscherade flintbitar, 1 borr och 1 skivskrapa.
RAÄ 21:1 Stenåldersboplats, delvis undersökt, okänd utsträckning. Boplatsen upptäcktes av Rutger Sernander i augusti 1908 och utgrävdessamma år av Oscar Almgren. Idag kan på grävningsplatsen, som ligger mitt i en stor torvgrav, endast ses en torvkloss om ca 50kvm, utsparad vid torvtäkt (enligt Welinder).Bland fynden kan nämnas spån, mikrospån, 1 kärnyxa samt mikroliter. Se fyndlista i Welinders publikation Tidigpostglacialt mesoliticum i Skåne.
Inga fornlämningar från bronsåldern och järnåldern är kända.

## Namnet
Namnet skrevs i mitten av 1200-talet Halmstahe och kommer från kyrkbyn. Efterleden är sta(d), 'plats; ställe'. Förleden innehåller halm i betydelsen 'strå, vass' troligen syftande på växtlighet i ån som rinner nära kyrkbyn..